# Pour la suite du monde
Pour la suite du monde es una película canadiense de 1963 del género documental dirigida por Michel Brault y Pierre Perrault. Fue presentada en el Festival de Cannes en 1963.
Es una película de etnoficción (docufiction etnografico), en la cual la trama sigue a los residentes de Île aux Coudres, una isla en el río San Lorenzo en Quebec, donde ellos acceden a realizar la tradicional caza de beluga para los realizadores por última vez. El filme caracteriza a los residentes locales Léopold Tremblay, Alexis Tremblay, Abel Harvey, Louis Harvey y Joachim Harvey.
El filme es considerado un hito en la historia del cine en directo. Recibió un premio especial y fue reconocido como la película del año por Canadian Film Awards para 1964.

## Versiones en inglés y títulos
El filme fue editado en varias versiones con al menos cuatro títulos en inglés. En el estreno de 1963 en Cannes, fue anunciada como For Those Who Will Follow (Para los que me Seguirán). La NFB también promocionó la película en inglés como Of Whales, the Moon and Men (De Ballenas, a Luna y los Hombres), o The Moontrap (La Trampa Lunar), respectivamente, dependiendo de si se trataba de la versión de 105 minutos o 84 minutos. El lanzamiento en 2007 de "Île-aux-Coudres Trilogy", trilogía en DVD, también se traduce el título del filme como For the Ones to Come (Para los que Vendrán).
El filme es referido comúnmente por el nombre original Pour la suite du monde, tanto en francés como en inglés.

## En la cultura popular
Un póster de Pour la suite du monde puede ser visto en forma notoria en el filme de 2009 Polytechnique.